# Nossa Senhora Causa da nossa Alegria (título cardinalício)
Nossa Senhora Causa da nossa Alegria (em latim: Sanctæ Maria Causa Nostræ Laetitiæ) é um título cardinalício instituído em 30 de setembro de 2023 pelo Papa Francisco.
Sua igreja titular é a Cappella della Madonna dell'Archetto.

## Titulares protetores
- Sebastian Francis (desde 2023)